# دریاچه گریت اسلیو
دریاچهٔ گریت اسلیو (به انگلیسی: Great Slave Lake) دومین دریاچهٔ بزرگ در نواحی شمال غرب کانادا (پس از دریاچه گریت بر)، عمیق‌ترین دریاچه در آمریکای شمالی با ژرفای ۶۱۴ متر و دهمین دریاچهٔ بزرگ در جهان است. دریاچه گریت اسلیو ۴۶۹ کیلومتر درازا و ۲۰ تا ۲۰۳ کیلومتر پهنا دارد. این دریاچه مساحتی برابر با ۲۷٬۲۰۰ کیلومتر مربع را می‌پوشاند. حجم آب موجود در آن میان ۱۰۷۰ و ۱۵۸۰ کیلومتر مکعب متغیر می‌باشد و به ۲۰۸۸ کیلومتر مکعب نیز می‌رسد که آن را در جایگاه دهم یا دوازدهم حجیم‌ترین دریاچه‌های جهان قرار می‌دهد.
دریاچهٔ گریت اسلیو یک دریاچهٔ آب شیرین است. سطح دریاچه هشت ماه در سال یخ می‌زند و از آن به‌عنوان یک جاده استفاده می‌شود. در شرق آن چندین جزیره وجود دارد. ساحل غربی آن جنگلی و ساحل شمالی و شرقی دارای پوشش توندرا است.

## تاریخ
نخستین ساکنان اطراف دریاچه مردم بومی کانادا بودند که پس از عقب‌نشینی یخ‌های یخبندان، ساکن شدند. شواهد باستان‌شناسی دوره‌های مختلف از تاریخ فرهنگی را نشان داده‌است، از جمله سنت پلانوی شمالی (۸۰۰۰ سال قبل از امروز)، سنت باستانی سپر (۶۵۰۰ سال)، سنت ابزار کوچک قطب شمال (۳۵۰۰ سال)، و سنت شیل Taltheilei (۲۵۰۰ سال قبل از امروز).). هر فرهنگ بر اساس نوع یا اندازه ابزار سنگی، علامت به‌خصوصی را در پرونده باستان‌شناسی باقی گذاشته‌است.
دریاچه بزرگ برده در طول ظهور تجارت خز به سمت شمال غربی از خلیج هادسون در اواسط قرن ۱۸ بر روی نقشه‌های اروپایی قرار گرفت. نام «برده بزرگ» از ترجمه انگلیسی زبان کری، Awokanek (Slavey) گرفته شده‌است، که آنها آن را Dene Tha می‌نامیدند. مردم برده شده قبایل دنه بودند که در آن زمان در سواحل جنوبی دریاچه زندگی می‌کردند. همانگونه که کاشفان فرانسوی مستقیماً با بازرگانان کری سروکار داشتند، دریاچه بزرگ به عنوان "Grand lac des Esclaves" نامیده شد که در نهایت به انگلیسی "Great Slave Lake" ترجمه شد.
تاجر بریتانیایی خز ساموئل هرن در سال ۱۷۷۱ دریاچه بزرگ برده را کاوش کرد و از دریاچه یخ زده عبور کرد و آن را دریاچه آتاپسکوو نامید.
در دهه ۱۹۳۰، طلا در بازوی شمالی دریاچه اسلیو بزرگ کشف شد که منجر به تأسیس Yellowknife شد که به پایتخت NWT تبدیل شد. در سال ۱۹۶۰، یک بزرگراه تمام فصل در اطراف ضلع غربی دریاچه ساخته شد، که در ابتدا گسترش بزرگراه مکنزی بود، اما اکنون به عنوان بزرگراه Yellowknife یا بزرگراه ۳ شناخته می‌شود. در ۲۴ ژانویه ۱۹۷۸، یک ماهواره شناسایی اقیانوس رادار شوروی به نام Kosmos 954 که با یک راکتور هسته‌ای ساخته شده بود از مدار سقوط کرد و متلاشی شد. قطعات هسته هسته ای در مجاورت دریاچه اسلیو بزرگ سقوط کرد. برخی از زباله‌های هسته ای توسط عملیات نظامی مشترک نیروهای مسلح کانادا و نیروهای مسلح ایالات متحده به نام عملیات نور صبح بازیابی شد.

### پیشنهاد تغییر نام
در اواخر دهه ۲۰۱۰، بسیاری از نام مکان‌ها در قلمروهای شمال غربی به نام‌های بومی خود بازسازی شدند. پیشنهاد شد که نام دریاچه را نیز تغییر دهند، به ویژه به دلیل ذکر برده داری. Dëneze Nakehk'o، یکی از آموزگاران مناطق شمال غربی و یکی از اعضای مؤسس سازمان Dene Nahjo، می‌گوید: «دریاچه برده بزرگ در واقع نام بسیار وحشتناکی است، مگر اینکه طرفدار برده داری باشید». «این یک مکان زیبا، با شکوه و بزرگ است. و من واقعاً فکر نمی‌کنم نام کنونی روی نقشه برای آن مکان مناسب باشد.» او Tu Nedhé، نام Dene Soline برای دریاچه را به عنوان جایگزین برای آن پیشنهاد کرده‌است. توچو، اصطلاح Dehcho Dene برای دریاچه نیز پیشنهاد شده‌است.

## نگارخانه

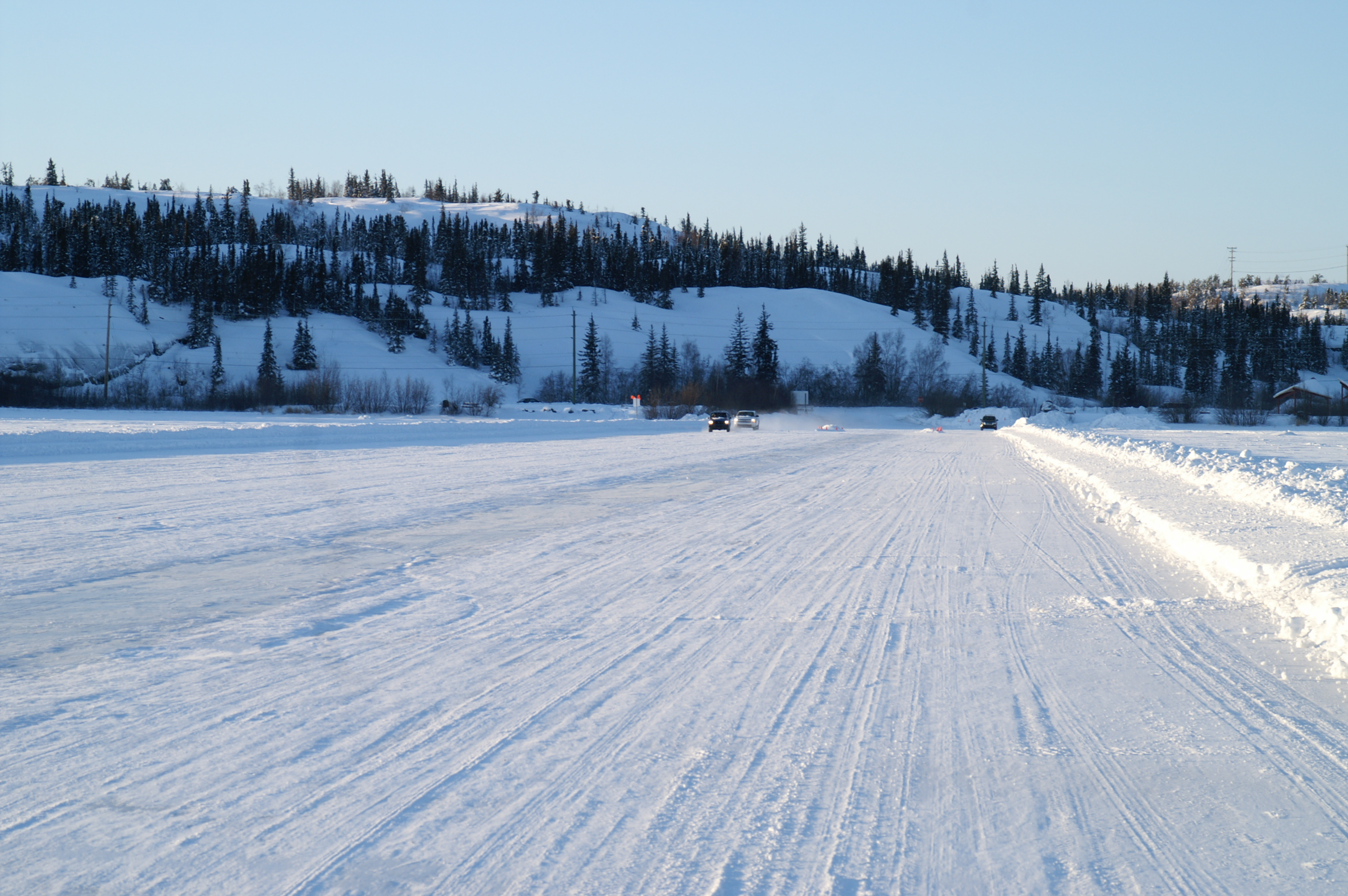
جادهٔ یخی بر روی دریاچه
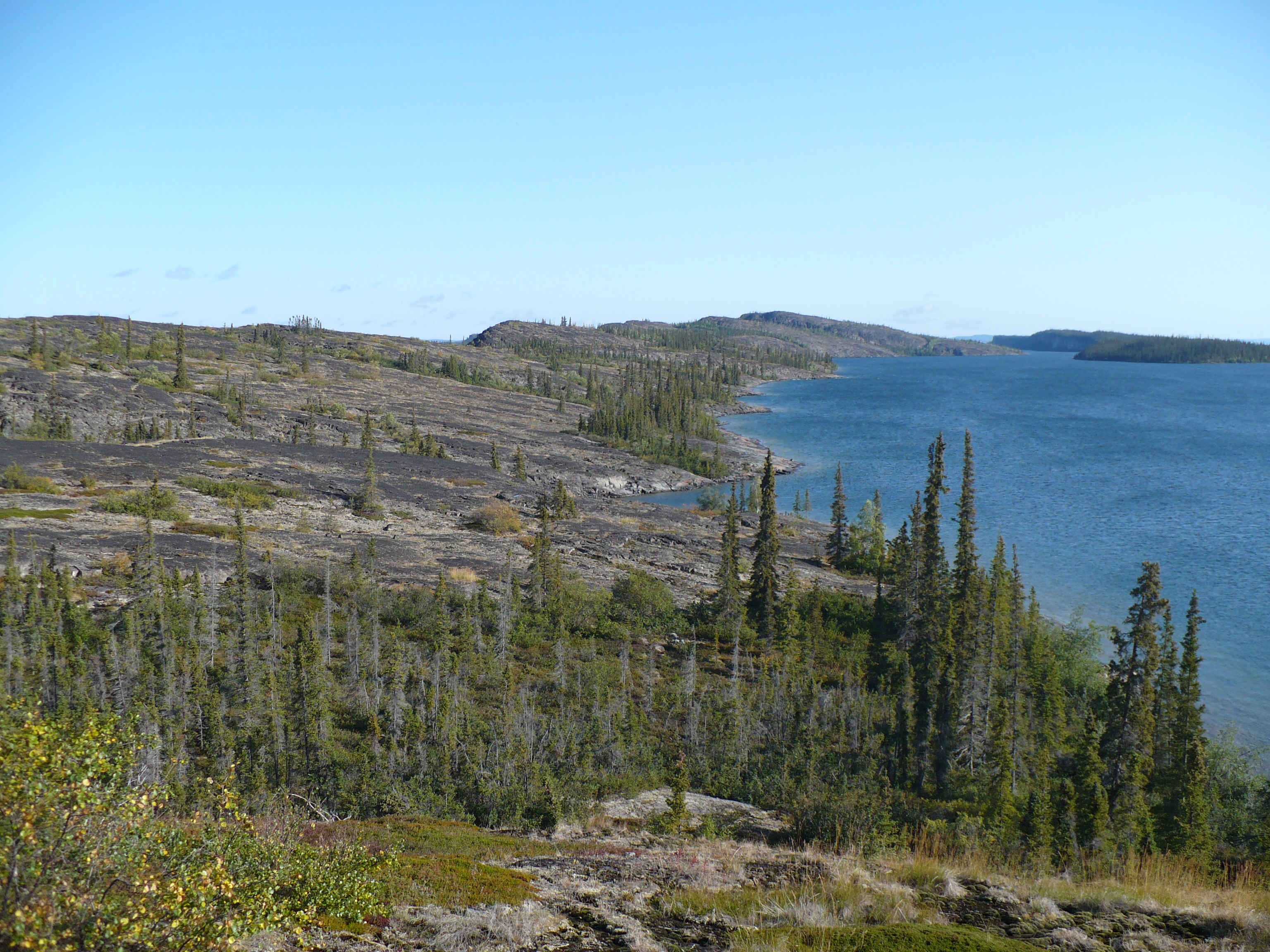
ساحل شرقی دریاچه
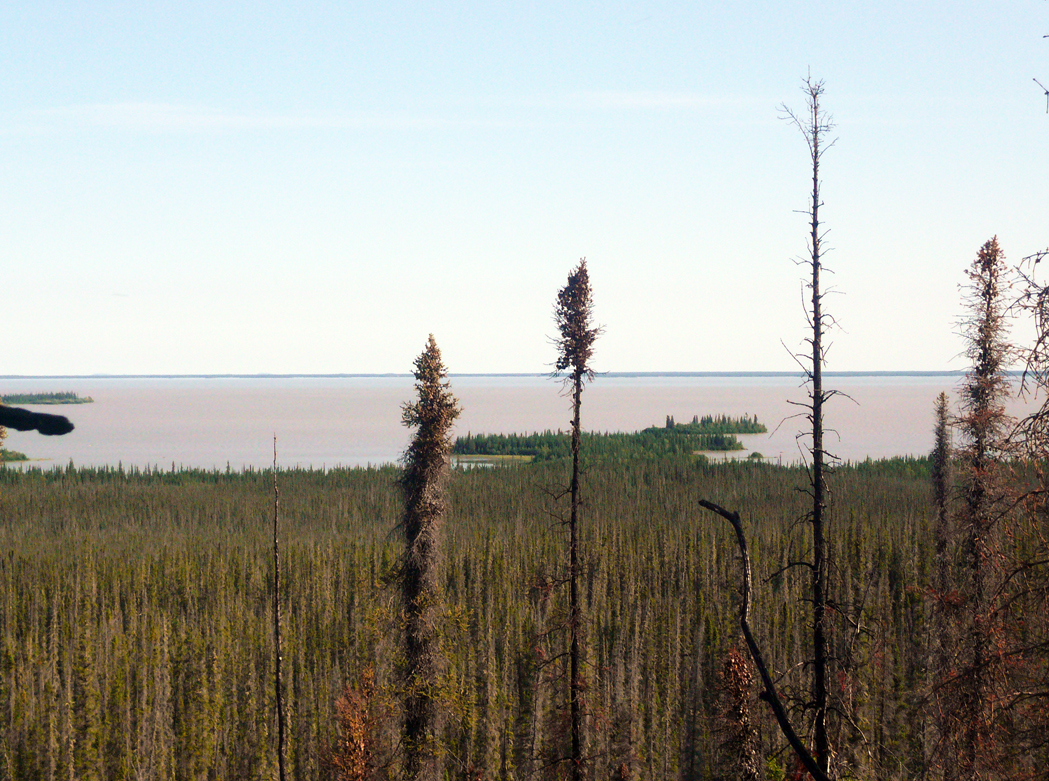
ساحل شمالی
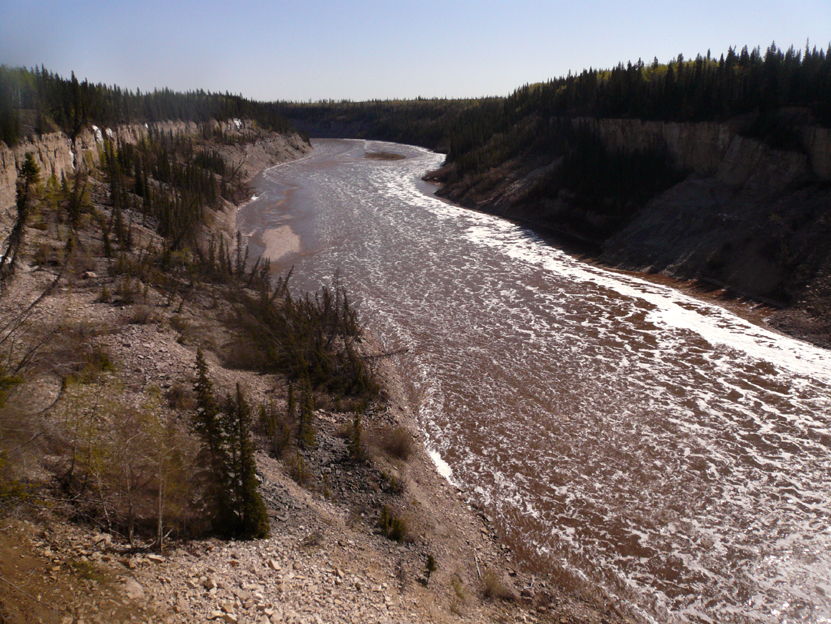
هی ریور